# The Chess Box (Etta-James-Album)
The Chess Box ist ein Kompilationsalbum von Etta James, das im Jahr 2000 von MCA/Chess veröffentlicht wurde. Das Album enthält einen Querschnitt durch das Schaffen von Etta James in der Zeit, in der sie bei Chess Records unter Vertrag stand:  (1960 bis 1974). Neben ihren Hits enthält die Box auch bisher unveröffentlichtes Material.

## Allgemeines
Etta James ist eine der hervorragendsten Sängerinnen der zweiten Hälfte des 20. Jahrhunderts. Und diesen Ruhm hat sie sich hauptsächlich in der Zeit verdient, in der sie bei Chess Records unter Vertrag war. Daher ist es auffällig, dass, als die Plattenfirma Anfang der 1990er Jahre Boxen mit den Werken ihrer besten Künstler herausbrachte, Etta James nicht unter ihnen war. Kritiker Stephen Erlewine zeigte sich darüber verärgert:

“It's a shame it didn't come out with the first round of Chess Boxes, but it was worth the wait.”

„Es ist eine Schande, dass sie nicht mit den ersten Chess-Boxen herausgekommen ist, aber das Warten war es wert.“

Die Box ist mit einem 40-seitigen Begleitbuch versehen, das eine große Zahl Bilder enthält. Der begleitende Text stammt von Esmond Edwards, der als Vizepräsident von Chess Records ab 1970 noch mit der Künstlerin arbeitete. Die Fotos stammen von Esmond Edwards, Michael Ochs und Jason Pastori.

## Titelliste

### CD 1
1. All I Could Do Was Cry – Davis, Fuqua, Gordy – 2:57
2. My Dearest Darling – Bocage, Gayten – 3:04
3. If I Can't Have You – Fuqua, James – 3:01
4. I Just Want to Make Love to You – Dixon – 3:08
5. Anything to Say You're Mine – Thompson – 2:37
6. In My Diary – Graham, Silverman – 2:37
7. Spoonful – Dixon – 2:49
8. A Sunday Kind of Love – Belle, Leonard, Prima, Rhodes – 3:18
9. At Last – Gordon, Warren – 3:02
10. Stormy Weather – Arlen, Koehler – 3:10
11. Trust in Me – Ager, Schwartz, Schwarz, Wever – 3:01
12. Don't Cry Baby – Bernie, Johnson, Smith, Unger – 2:27
13. Fool That I Am – Hunt – 2:59
14. One for My Baby (And One More for the Road) – Arlen, Mercer – 3:29
15. Waiting for Charlie (To Come Home) – Bacharach, Hilliard – 2:08
16. Don’t Get Around Much Anymore – Ellington, Russell – 2:28
17. Next Door to the Blues – Kirkland, Woods – 2:51
18. I Don't Want It – 2:20
19. Something's Got a Hold on Me – James, Kirkland, Woods – 2:50
20. Stop the Wedding – Johnson, Kirkland, Woods – 2:53
21. These Foolish Things – Link, Marvell, Strachey – 4:01
22. You Got Me Where You Want Me – Robey – 2:53
23. I Want to Be Loved (But Onlyby You) – Churchill – 3:27
24. Prisoner of Love – Columbo, Gaskill, Robin – 2:15
25. Pushover – Clarke, Davis – 2:57
26. Be Honest With Me – Autry, Rose – 3:05

### CD 2
1. Would It Make Any Differenceto You – Forshee – 2:39
2. Look Who's Blue – Gibson – 2:26
3. Pay Back – Davis – 2:40
4. Two Sides to Every Story – Clarke, Davis – 3:03
5. At Last – Gordon, Warren – 3:12
6. Baby, What You Want Me to Do – Reed – 4:18
7. Lovin' You More Every Day – Mitchell – 3:22
8. I Wish Someone Would Care – Kari, Thomas – 2:37
9. Bobby Is His Name – James, Townsend – 3:31
10. Only Time Will Tell – McAlister, Vail – 3:23
11. (I Don't Need Nobody to Tell Me) How to Treat My Man – 3:03
12. In the Basement, Pt. 1 – Davis, Miner, Smith – 2:23
13. Lover Man – Davis, Davis, Ramirez, Sherman – 3:54
14. Do I Make Myself Clear? – DeMell, Parham – 3:00
15. I Perefer You – Dollison, Higgins – 3:05
16. It Must Be Your Love – Bernard, Dollison, Foster, Foster… – 2:59
17. 842-3089 (Call My Name) – Dollison, Foster, Foster, Higgins – 3:01
18. I'd Rather Go Blind – Foster, Jordan – 2:35
19. Tell Mama – Carter, Daniel, Terrell – 2:23
20. Do Right Woman, Do Right Man – Moman, Penn – 3:00
21. Security – Redding, Wessen – 2:30
22. I Worship the Ground You Walk On – Oldham, Penn – 2:26
23. You Took It – 2:38
24. Almost Persuaded – Sherrill, Sutton – 3:22
25. You Got It – Covay – 2:26
26. Light My Fire – Densmore, Krieger, Manzarek, Morrison – 2:51

### CD 3
1. Slow and Easy – Randle – 3:20
2. The Soul of a Man – Sain – 3:15
3. Miss Pitiful – Cropper, Redding – 2:24
4. Losers Weepers, Pt. 1 – Bonds – 3:02
5. I Found a Love – Pickett, Schofield, West, West – 3:28
6. W-O-M-A-N – Hawkins, James, Mallory, Mitchell – 3:17
7. Never My Love – Addrisi, Addrisi, Davis – 3:52
8. I Never Meant to Love Him – Carson, McFaddin – 3:52
9. You've Lost That Lovin' Feelin – Mann, Spector, Weil – 6:11
10. Sail Away – Newman – 4:00
11. Down So Low – Nelson – 3:42
12. All the Way Down – Lawrence, Mekler, Williamson – 5:35
13. God's Song (That's Why I Love Mankind) – Newman – 3:39
14. Feeling Uneasy – Lawrence, Mekler – 2:49
15. St. Louis Blues – Handy – 4:32
16. Let's Burn Down the Cornfield – Newman – 4:04
17. Gonna Have Some Fun Tonight – Lawrence, Mekler – 3:46
18. Sookie, Sookie – Covay, Cropper – 3:11
19. Out on the Street Again – Lawrence, Mekler – 4:21
20. Lovin' Arms – Jans – 3:48[2]

## Kritikerstimmen
- AMG Stephen Erlewine:Collectors may find a favorite side missing, but the great majority of her best work for Argo, Cadet, and Chess is here.(Sammler mögen manche Lieblingsaufnahme vermissen, aber der Großteil ihrer besten Arbeiten für Argo, Cadet und Chess ist hier.)[2]
- Amazon Editorial Review Genevieve William: ...this is a very strong collection and an admirable effort to get the best of Etta all in one place. (....das ist eine sehr starke Sammlung und eine bewundernswerte Anstrengung, das Beste von Etta James auf einem Platz zu versammeln.)[4]